# Hohe Brücke (Hamburg)

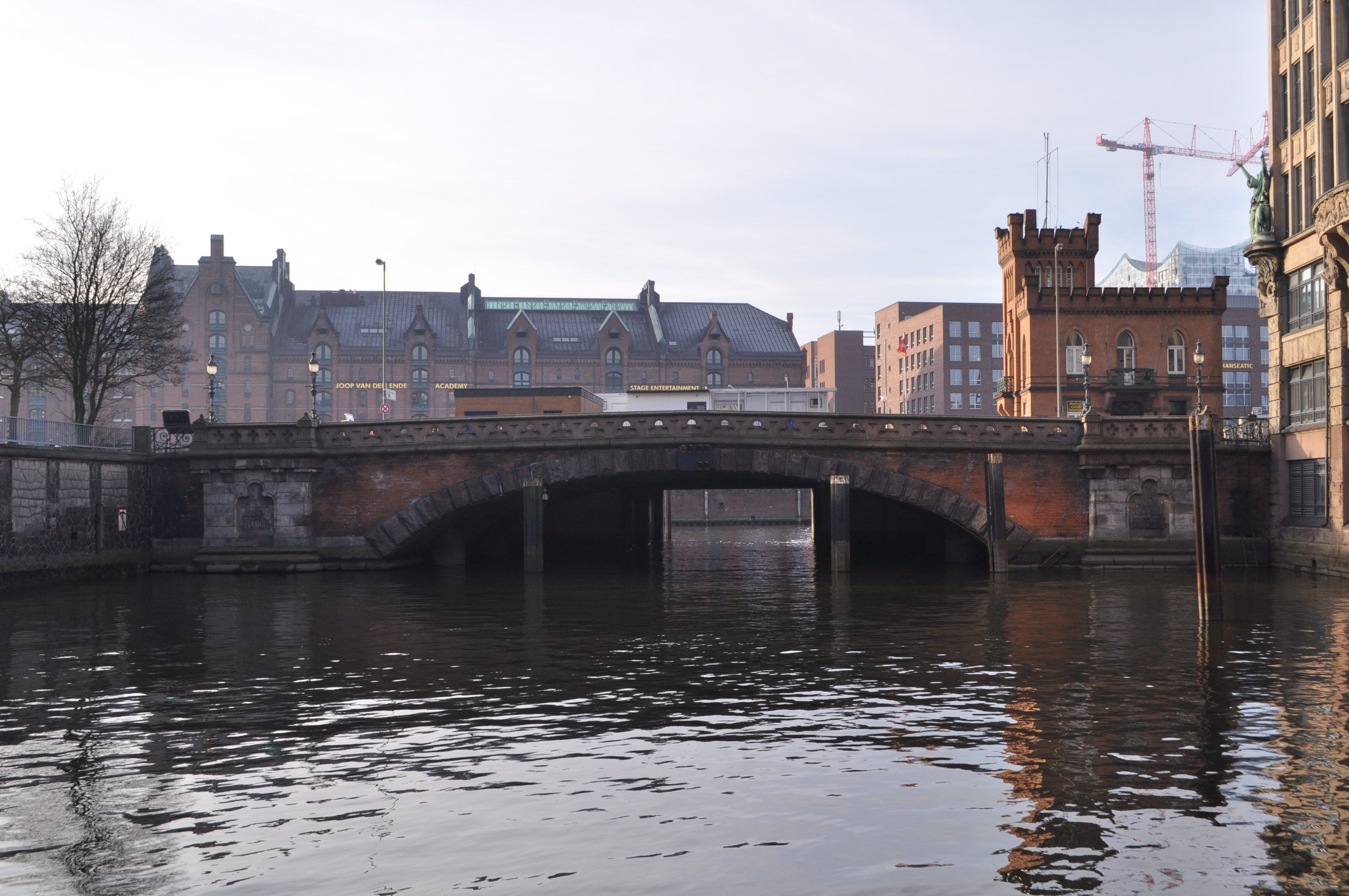
Die Hohe Brücke

Die Hohe Brücke überspannt das Nikolaifleet in Hamburg-Altstadt und ist der Name der Straße, die über das Bauwerk führt.

## Beschreibung und Geschichte

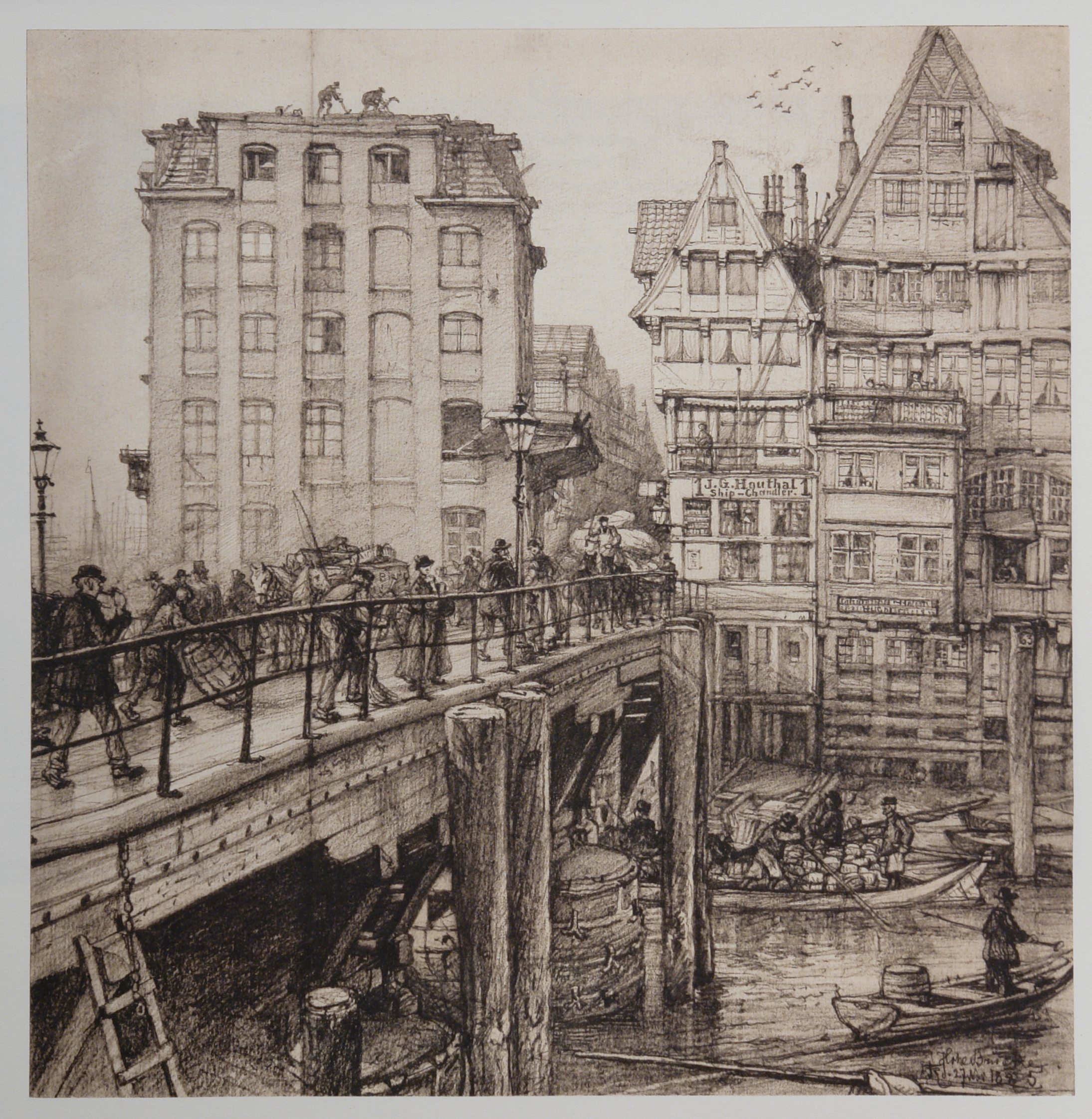
Die hölzerne Vorgängerbrücke im Jahr 1884. Zeichnung von Johann Theobald Riefesell.

Die Bogenbrücke überspannt mit einer Weite von 24 Metern das Nikolaifleet und führt die gleichnamige Straße „Hohe Brücke“ über das Gewässer im Hamburger Hafen. Das nach Plänen von Franz Andreas Meyer errichtete Bauwerk hat eine Backsteinverkleidung, eine Granitbrüstung und schmiedeeiserne Laternen. Ihren Namen hat die Brücke aufgrund ihrer Bauhöhe, die die Passage von Schiffen mit Masten ermöglichte. 
Es handelt sich ursprünglich um eine Mitte des 13. Jahrhunderts erbaute Holzbrücke, die 1615 durch ein steinernes Bauwerk ersetzt wurde. 1756 musste diese abgerissen und ein neuer Überbau aus Holz auf den verbliebenen Pfeilern errichtet werden. Es folgten bis 1860 mehrere Renovierungen, bei denen die Fahrbahn gepflastert wurde. Die heutige Brücke entstand 1886/87. Zu dieser Zeit wurde das Ufer zwischen Kajen und Meßberg im Zuge der Entstehung der Speicherstadt neu gestaltet. Nach der Sturmflut 1962 wurde südlich der Brücke ein Sperrwerk errichtet.

## Kranwärterhaus

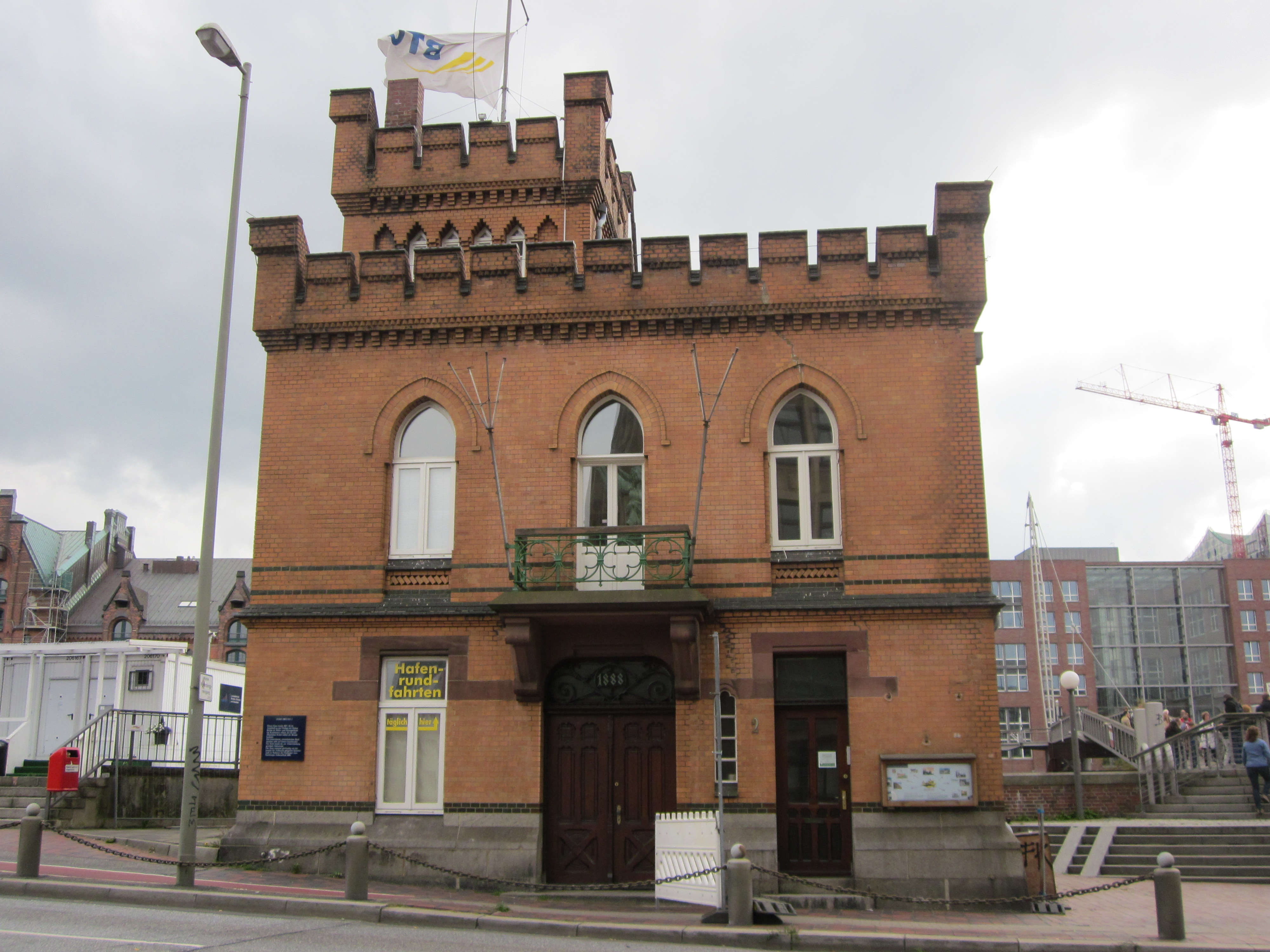
Das Kranwärterhaus

Südlich der Brücke befindet sich bei Hausnummer 2 ein 1887/88 erbautes, denkmalgeschütztes Haus. Das aus gelben Backsteinen errichtete Gebäude wurde als Wohnhaus für einen Kranwärter genutzt. Dieser bediente vier Kräne, die etwas weiter östlich standen. Erhalten geblieben ist hiervon der Neue Kran von 1858.